# أنغمان
أنغمان هي قرية في مقاطعة أرومية، إيران. يقدر عدد سكانها بـ 84 نسمة بحسب إحصاء 2016.